# Ahmaditermes
Ahmaditermes es un género de termitas  perteneciente a la familia Termitidae que tiene las siguientes especies:

## Especies
1. Ahmaditermes choui
2. Ahmaditermes crassinasus
3. Ahmaditermes deltocephalus
4. Ahmaditermes dukouensis
5. Ahmaditermes emersoni
6. Ahmaditermes guizhouensis
7. Ahmaditermes laticephalus
8. Ahmaditermes perisinuosus
9. Ahmaditermes pyricephalus
10. Ahmaditermes sichuanensis
11. Ahmaditermes sinensis
12. Ahmaditermes sinuosus
13. Ahmaditermes xiangyunensis